# 金井宏一郎
金井 宏一郎（かない こういちろう、1940年6月4日 - ）は、日本の経営者。中国放送の社長を務めた。

## 経歴・人物
広島県出身。1963年に慶応義塾大学商学部を卒業し、中国放送に入社。広島国際文化財団事務局長、取締役、常務、専務を歴任し、1999年6月から社長に就任した。2007年6月に取締相談役を経て、2008年6月に特別顧問に就任。
日本民間放送連盟副会長や広島商工会議所副会頭なども歴任した。
2014年春に旭日中綬章を受章した。